# كارولا لوبيز
كارولا لوبيز (بالإسبانية: Carola López)‏ هي لاعبة تايكوندو أرجنتينية، ولدت في 17 أبريل 1982 في قرطبة في الأرجنتين.

## وصلات خارجية
- كارولا لوبيز على موقع TaekwondoData.com (الإنجليزية)
- كارولا لوبيز على موقع أوليمبيديا (الإنجليزية)